# NhacCuaTui
NhacCuaTui là một dịch vụ âm nhạc kỹ thuật số thành lập từ năm 2007, được xem là một trong những trang web âm nhạc trực tuyến lớn nhất Việt Nam.

## Lịch sử
NhacCuaTui chính thức ra mắt lần đầu vào ngày 5 tháng 8 năm 2007 với ý tưởng ban đầu là nơi để chia sẻ những bài hát yêu thích của bản thân. Cùng năm, công ty NCT Corporation được thành lập và đi vào hoạt động. Năm 2011, ứng dụng NhacCuaTui hỗ trợ trên các hệ điều hành như iOS và Android cũng như phiên bản WAP của trang web đã được phát hành.

## Tính năng
Các tính năng của NhacCuaTui hiện nay bao gồm nghe nhạc miễn phí chất lượng cao 320 Kbps, tải nhạc, tải video, tạo danh sách nhạc cá nhân, hẹn giờ tắt nhạc, công cụ nhận dạng bài hát và Equalizer.

## Ảnh hưởng
Cùng với Zing MP3, NhacCuaTui được coi là một trong những trang web âm nhạc trực tuyến lớn nhất Việt Nam.Trang web cũng là đơn vị phát hành nhạc trực tuyến hàng đầu tại Việt Nam. Theo một thống kê vào năm 2020, NhacCuaTui sở hữu tổng cộng 36,2 triệu người đăng ký tài khoản, trong đó có 13 triệu người dùng thường xuyên.

## Bê bối
Vào ngày 21 tháng 11 năm 2013, NhacCuaTui cùng với hai trang web khác đã bị Hiệp hội Công nghiệp Ghi âm Việt Nam (RIAV) gửi công văn đến Thanh tra Bộ Văn hóa Thể thao và Du lịch và Bộ Thông tin và Truyền thông cũng như Cục bản quyền tác giả Việt Nam về hành vi vi phạm bản quyền khi sử dụng bất hợp pháp các nội dung trong kho nhạc hơn 40.000 bài hát của hiệp hội sau khi hợp đồng về quyền sử dụng các tác phẩm trên đã kết thúc và không được gia hạn kể từ tháng 7. Đại diện của NhacCuaTui sau đó cho biết đã rút nhạc từ kho của RIAV xuống từ lâu vì các điều khoản trong hợp đồng do bên trung gian được ủy quyền là VNG đưa ra không thích hợp, cũng như việc đơn vị sở hữu những bản nhạc trên không có phản hồi gì về số bài hát còn tồn tại trên trang web. Trước đó vào năm 2011, NhacCuaTui và bảy trang web âm nhạc khác từng bị ca sĩ Thái Thùy Linh gửi công văn cảnh cáo nhiều lần vì tự ý đăng trái phép những ca khúc trong album "Bộ đội" khiến cho doanh thu của album bị lỗ.